# ماشین‌های پرنده
ماشین‌های پرنده یک پویانمایی است که توسط شرکت تولیدی هانا-باربرا برای تلویزیون سی بی اس آمریکا تهیه شد. این پویانمایی برای اولین بار در روزهای شنبه صبح از ۱۳ سپتامبر سال ۱۹۶۹ تا ۳ ژانویه ۱۹۷۰ از تلویزیون پخش شد. این مجموعه تلویزیونی، پیش از انقلاب، با عنوانِ «ماشین‌های پرنده» و با دوبلهٔ فارسی، از تلویزیون ملی ایران پخش شد. عنوان اصلی انگلیسی آن «Dastardly and Muttley in Their Flying Machines» است که به‌طور تحت‌اللفظی «داستاردلی و ماتلی در ماشین‌های پرنده‌شان» ترجمه می‌شود.
ماجرای اصلی کارتون بر شخصیت دیک شرور و سگش ماتلی استوار است و همواره بدنبال کبوتر نامه بری هستند که پیام‌های محرمانه را همراه خود دارد. (ابتدای کارتون نیز با شعر کفتر رو بگیرید آغاز می‌شود). این کارتون با نام کفتر رو بگیرید مشهور شد، همان گونه که در نماهنگ ابتدای کارتون و نیز در موسیقی متن این جمله را زمزمه می‌کنند. در انگلستان این پویا نمایی با نام کوتاه شده ماتلی و دیک شرور شناخته شد. تمام کارتون توسط دو نفر صداگذاری شده: پاول وینچل برای دیک شرور و دون مسیک برای سایر شخصیت ای دیگر. در مدت یک و نیم ساعتی که کارتون پخش می‌شد دو قسمت ۲۲ دقیقه‌ای کارتون اصلی و یک قسمت خیالپردازی‌های ماتلی با عنوان ماتلی بزرگ، و دو یا سه لطیفه کوتاه «وینگ دینگ» و تعدادی وقفه تلویزیونی همراه با کارتون پخش می‌شد.

## داستان پویانمایی
ماجرا مربوط به اسکادران هوایی کرکس به فرماندهی دیک شرور در زمان جنگ جهانی اول است. اسکادران سعی دارد به هر روش از انتقال پیام‌های محرمانه توسط کبوتر نامه بر جلوگیری نماید. پس زمینه اقدام‌ها و نتیجه‌های آن خنده دار و مضحک است. در گروه فردی به نام کلانک وجود دارد که نابغه گروه‌است و همواره با ابداع‌های جالب و البته عجیب خود در ساخت هواپیماهای ویژه شکار کبوتر نامه بر نقش پیش برنده گروه را بازی می‌کند. بماند که در تمام ۱۷ قسمتی که این کارتون پخش شد هیچگاه گروه موفق به بدام انداختن کبوتر نگردید! زیلی نام فرد دیگر گروه‌است که دارای شخصیتی ترسو است. او همیشه در لحظه خطر سر خود را در گریبان فرو برده و مخفی می‌شود و گاهی از زیر روپوش خود چهار دست و پا فرار می‌کند. ماتلی سگ دیک شرور است و عاشق مدال افتخار است. او برای هرکاری که انجام می‌دهد توقع دریافت مدال لیاقت دارد. البته سر بزنگاه تا مدال نگیرد اقدام لازم را انجام نمی‌دهد چه بسا کار از کار بگذرد. او می‌تواند با حرکت چرخشی دمش مانند پروانه بالگرد در هوا شناور بماند و با این کار خود دیک شرور را از برخورد با زمین حفظ کند. دیک شرور فرمانده اسکادران است و سایرین را افراد خطاب می‌کند. تکیه کلام او «لعنت دو بار لعنت» است. او همیشه با تلفن از دستورهای مقام مافوق با خبر می‌شود و طبق معمول خبر خوشحال‌کننده‌ای برای فرمانده خود ندارد.
در هریک از ۱۷ مرتبه‌ای که این کارتون پخش شد یک قسمت به نام ماتلی بزرگ همراه با آن پخش شد که در آن ماتلی در خیالپردازی خود را در نقش‌های مختلفی می‌بیند. مدت این قسمت حدود ۳ دقیقه‌است. از نقش‌هایی که ماتلی خود را در قالب آنان تصور نمود می‌توان: ابرقهرمان، فضانورد، تارزان، مخترع، شناگر المپیک، راننده ماشین مسابقه، لئوناردو دا وینچی، بدلکار سینما، آکروبات سیرک، هنرپیشه تئاتر، شعبده‌باز، و جک ساقه لوبیا نام برد. بخش ماتلی بزرگ معمولاً با این جمله‌ها شروع می‌شود که با صدای دیک شرور عنوان می‌شوند:
- بیدار شو ماتلی دوباره داری خواب می‌بینی
- تو رابین هود نیستی، تو گونگا دین نیستی
- تو یک شوالیه شجاع یا پادشاهی بر تاج و تخت نیستی
- تو فقط یک ماتلی ریشخند زن هستی

بدنبال اعتراض بسیاری از ایستگاه‌های تلویزیونی، با صدای وینچل کلمه گونگا دین حذف و به جای آن واژه کومودور به معنی فرمانده کشتی جایگزین شد در حالی که ماتلی را در لباس ناخدای کشتی با کلاه لبه دار نشان می‌داد.

## گویندگان
- پل وینچل برای دیک شرور
- دان مسیک برای ماتلی، کلانک، زیلی، کبوتر نامه بر، راوی داستان و بقیه[۱]